# Polovînkî (Krîva Balka), Mîkolaiiv
Polovînkî (în ucraineană Половинки) este un sat în comuna Krîva Balka din raionul Mîkolaiiv, regiunea Mîkolaiiv, Ucraina.

## Demografie
Componența lingvistică a localității Polovînkî
     Ucraineană (83,33%)
     Rusă (16,67%)
Conform recensământului din 2001, majoritatea populației localității Polovînkî era vorbitoare de ucraineană (83,33%), existând în minoritate și vorbitori de rusă (16,67%).